# Мулдаров, Зелим Ефимович
Зелим Ефимович Мулдаров (19 января 1964, Ортеу — 15 апреля 2004, Цхинвал) — советский, российский и югоосетинский военный деятель, полковник, министр обороны Южной Осетии с 25 сентября 2003 по 15 апреля 2004 годы.

## Биография
Родился 19 января 1964 года в селе Ортеу (Цхинвальский район). Окончил 8 классов средней школы в городе Уанат и Тбилисскую республиканскую школу имени Героя Советского Союза К. Н. Леселидзе. Поступил в Бакинское высшее общевойсковое командное училище, которое окончил в звании лейтенанта.
Проходил службу в 1985—1987 годах в Амурской области в 6 км от советско-китайской границы, затем подал рапорт о переводе в Афганистан, откуда вернулся в 1989 году во время вывода советского контингента. Позже снова отправился на Дальний Восток, служил в городе Райчихинск. В 1989—1993 годах проходил службу в городе Ленинакан (ныне Гюмри, Армения). Участвовал в ликвидации последствий Спитакского землетрясения и в боевых действиях в Нагорном Карабахе.
С 1994 года был начальником службы войск 58-й армии Северо-Кавказского военного округа ВС РФ, занимал должность заместителя командующего армией. Участник обеих чеченских войн. 25 сентября 2003 года возглавил Министерство обороны и чрезвычайных ситуаций Республики Южная Осетия. Занимался повышением уровня боевой подготовки армии, уделяя особое внимание войсковой разведке.
Награждён двумя орденами Красной Звезды и другими государственными наградами. Супруга — Лиана Болотаева, кавалер Ордена Дружбы (2020).
Скончался 15 апреля 2004 года у себя дома в Цхинвале. Официально причиной смерти был назван несчастный случай.

## Память
Имя полковника З. Е. Мулдарова с 2004 года носит батальон специального назначения Вооружённых сил Южной Осетии. Батальон был образован в 1992 году как разведывательное подразделение осетинского батальона Смешанных сил по поддержанию мира в зоне конфликта, позже стал разведывательным батальоном, в 2019 году преобразован в батальон специального назначения. 19 февраля 2020 года батальону было вручено собственное знамя.